# ビラースプル
ビラースプル（ヒンディー語: बिलासपुर, 英語: Bilaspur）は、インドのチャッティースガル州の都市である。州都のラーイプルから北東約110kmの場所に位置している。人口は約36.6万人・都市圏人口約65.2万人（2011年）。